# Perroquet robuste
Poicephalus robustus
Espèce
Statut de conservation UICN

 VU  : Vulnérable
Statut CITES
Le Perroquet robuste (Poicephalus robustus) ou perroquet du Cap, est une espèce d'oiseaux d'origine africaine de la famille des Psittacidae. Avec le Perroquet à cou brun (Poicephalus fuscicollis), ils sont les plus grands perroquets du genre Poicephalus.

## Systématique
L'espèce comprenait auparavant trois sous-espèces, P. r. fuscicollis, P. r. robustus et P. r. suahelicus mais des analyses génétiques ont montré que ce taxon correspondait en fait à deux espèces très proches. La seconde espèce, dans cette hypothèse, a été appelée Poicephalus fuscicollis et regroupe les sous-espèces P. f. fuscicollis et P. f. suahelicus.